# 名曲喫茶麦
名曲喫茶麦（めいきょくきっさむぎ）とは、東京都文京区本郷にある名曲喫茶である。

## 概要
店内で主にクラシック音楽を流す喫茶店である。
入り口から地下への階段を下り扉を開けると、正面にモーツァルトの肖像画が飾られている。店内は二手に分かれており、入って右側は通常の喫茶店のようなレイアウトだが、左側はスピーカーと面と向って椅子が置かれた劇場風のレイアウトとなっている。床には赤い絨毯が敷かれ、壁には絵画や東京大学オーケストラ部の写真などが飾られている。また、レジの横には小さな写真立てが置かれている。なお、店内では喫煙が可能。

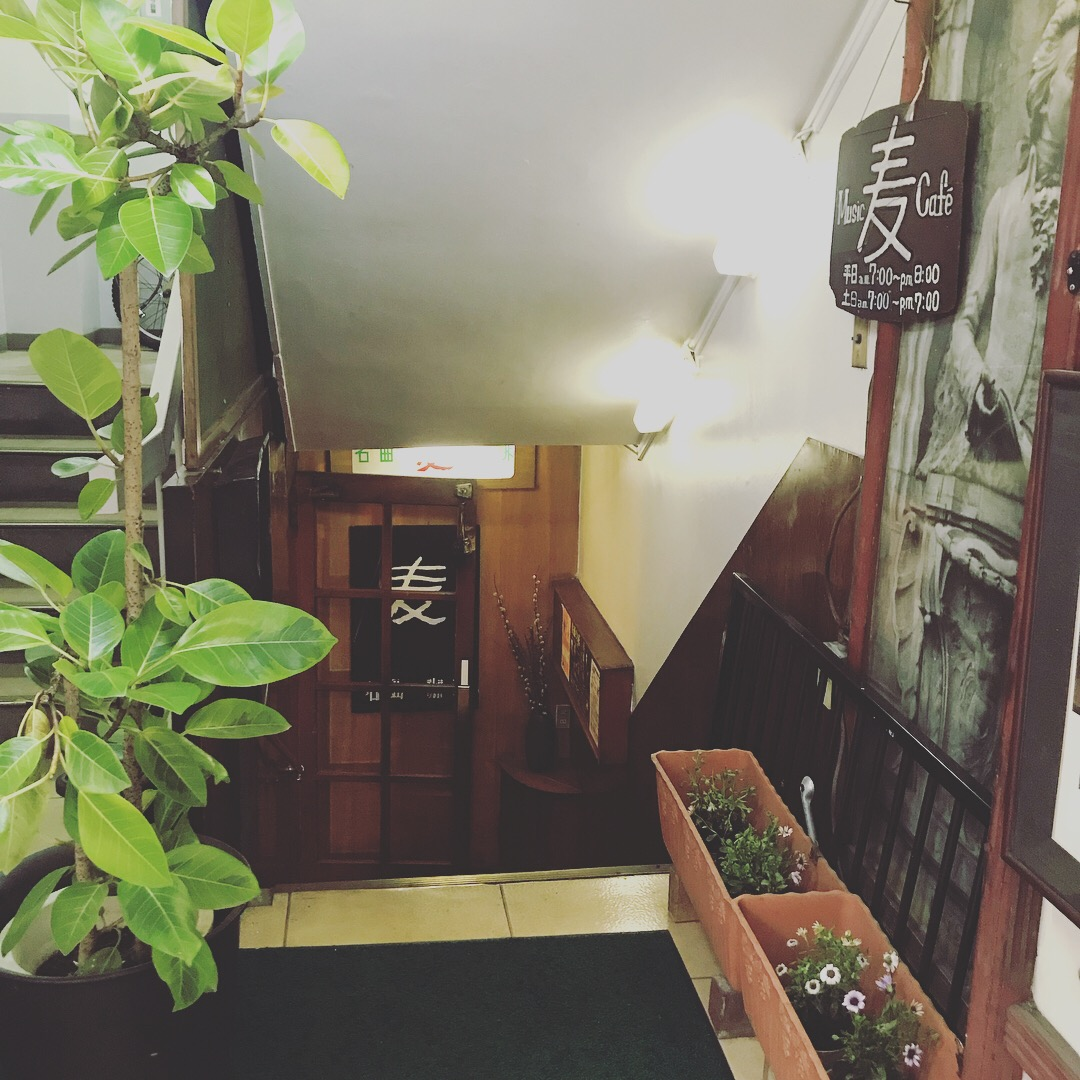
店内へと続く階段

## 沿革
河田宏により1964年に創業。2代目店主の生沢直広は高校生の頃から麦に通っており、河田から「好きなだけいていい」と言われて鍵を渡され、遂には店主となった。

## メニュー
100種類以上のメニューがあるが、特にナポリタンとプリンが名物とされている。麦のプリンには、「す（プリン液を蒸し焼きにする際、加熱温度の加減によって入る空気がプリンにあける穴）」が多くある。
コーヒーには5種類の豆を使用している。安価なチェーン店が周囲に急増したことを受けて、460円だったコーヒーを2002年に250円に値下げした。なお、2016年の記事では300円と記されている。
また、飲酒も可能である。

## 店内の雰囲気
本郷という土地柄、東京大学の学生や教員が多く訪れており、東京大学のオーケストラ部が「第二の部室」として使っていたこともあった。また、学生が徹夜マージャンをすることもあった。なお、生沢が2代目マスターとなってからは、一般的な喫茶店のように通勤前のサラリーマンも訪れるようになったという。
また、飯塚めりは店の雰囲気や客層について「『名曲喫茶』ですが、決して敷居は高くなく、みなさん声を落として上品にお話しされていて心地よい。客層も学生街らしい幅広さとノーブルさです」と述べている。
ヘルベルト・フォン・カラヤンがベルリン・フィルハーモニー管弦楽団を指揮したベートーヴェンの交響曲全集や、カール・ミュンヒンガーがシュトゥットガルト室内管弦楽団を指揮したアルバム『パッヘルベルのカノン〜バロック音楽の楽しみ』などがリクエストされることが多い。

## 機材
- アンプ: ヤマハ2000AX[1]
- スピーカー: オリジナル[1]

## アクセス・営業時間
- 東京メトロ丸ノ内線「本郷三丁目駅」2番出口から徒歩1分[1]
- 7:00-20:00 （土日祝日は19:00まで）[3]
- 無休[1]